# Neomyxus
Neomyxus là một chi cá đối thuộc họ Mugilidae được tìm thấy tại Đại Tây Dương

## Loài
Có một loài được ghi nhận trong chi này:
- Neomyxus leuciscus (Günther, 1872) (Acute-jawed mullet)